# Franz Anton Palko

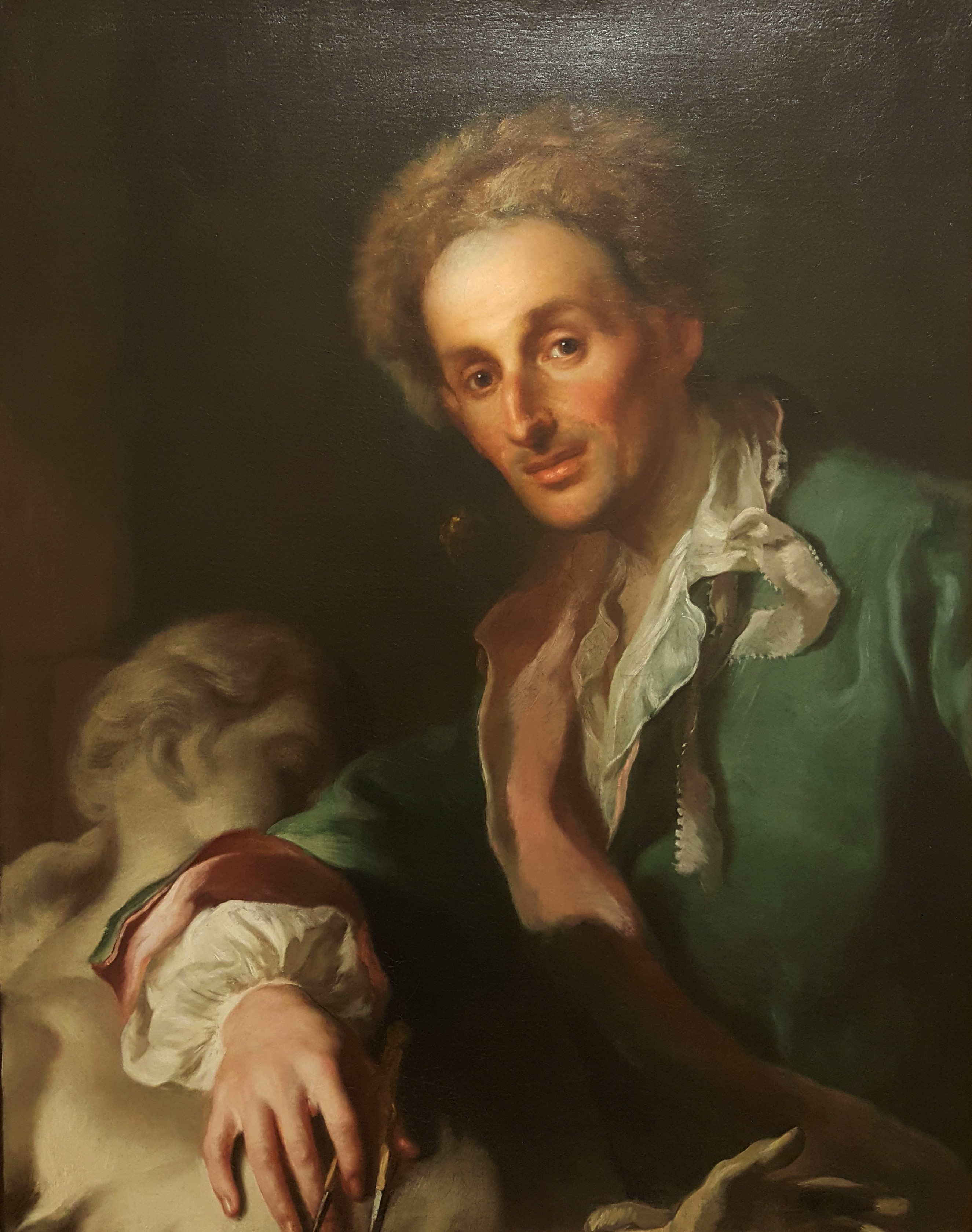
Franz Anton Palko, Porträt Gottfried Fritsch, Moravská galerie, Brünn

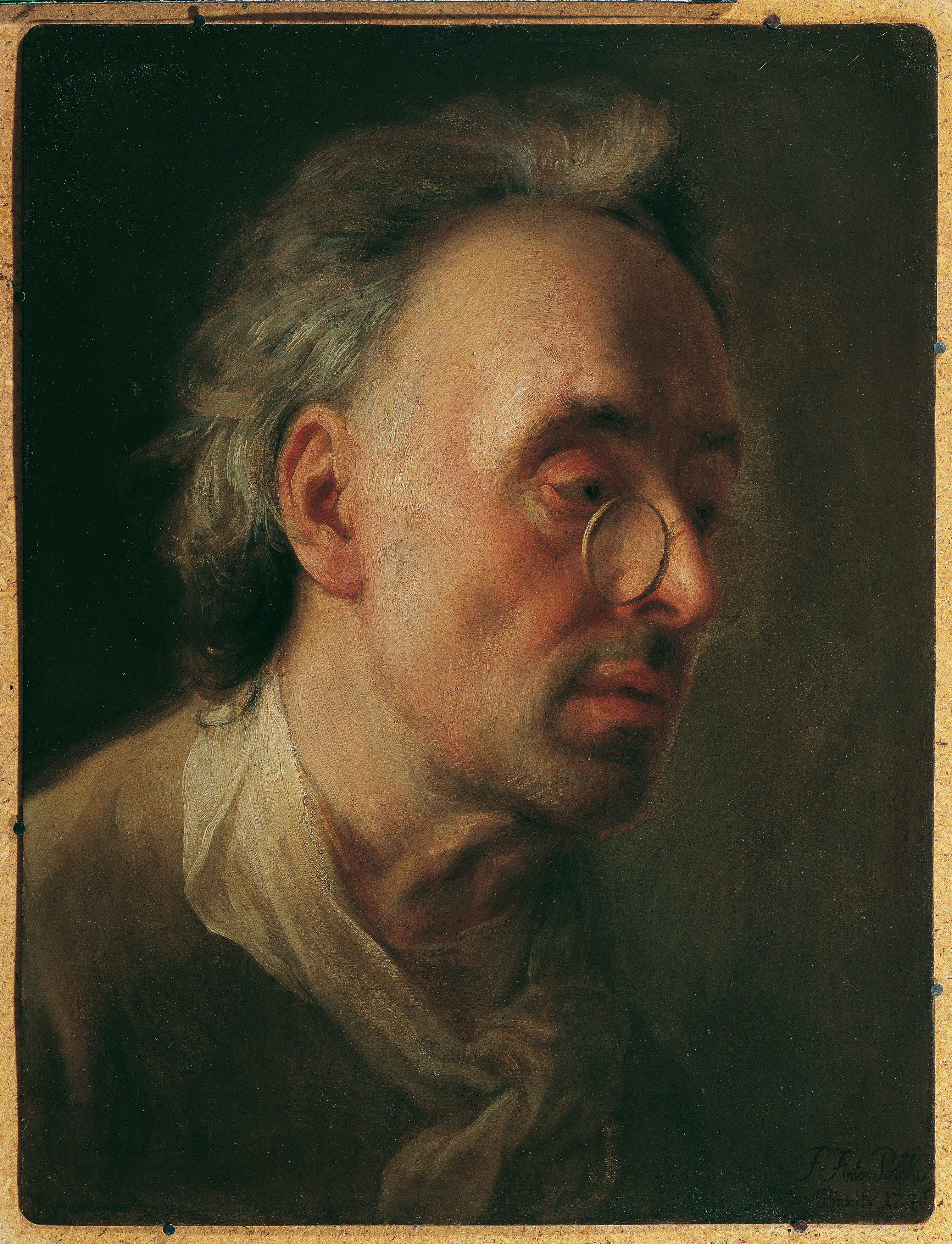
Bildnis des Vaters des Künstlers, 1746, Belvedere, Wien

Franz Anton Palko (* 1717 in Breslau; † 19. November 1766 in Wien) war ein Porträtmaler.

## Leben
Franz Anton Palko war ein Sohn des Malers Anton Palko († 1753) und älterer Bruder des Malers Franz Xaver Karl Palko. In den 1740er Jahren verließ er mit seinem Vater seine Geburtsstadt Breslau und zog über Wien nach Pressburg. Er begann seine Karriere in Diensten des Erzbischofs Imre Esterházy, dem Erzbischof von Esztergom. 1746 ging Palko nach Mähren und kam im Folgejahr in Brünn an. Dort ehelichte er 1748 die Witwe des Bildhauers Georg Schauberger. Er diente am Hof des Grafen Ferdinand Julius von Troyer, Erzbischof von Olmütz in Kremsier und Olmütz. Spätestens 1759 übersiedelte er nach Wien und arbeitete für den kaiserlichen Hof und den Adel. 
Palko war vor allem als Porträtmaler erfolgreich, schuf aber auch Historien- und Altarbilder. Er war ein wandlungsfähiger Künstler, der einen Teil seiner Gemälde auf unkonventionell wirkende Art mit oft strahlenden Farben und breiter Palette malte (u. a. posthume Porträts der Kaiser Ferdinand und Matthias, Belvedere), andere dagegen in dem von Martin van Meytens etablierten höfisch-repräsentativen Stil.
Palkos Werke finden sich in Museen wie dem Wiener Belvedere oder dem Salzburger Landesmuseum Carolino Augusteum, aber auch in Schlössern wie Leopoldskron und Kirchstetten (vier Gruppenbildnisse der Familie Suttner, um 1754) in Niederösterreich sowie in Kirchen wie der Jesuitenkirche in Bratislava, St.-Jakobs-Kirche in Brünn und St. Annen-Kirche in Holešov.